# Transformation (Betriebswirtschaft)
Dieser Artikel wurde aufgrund inhaltlicher und/oder formaler Mängel auf der Qualitätssicherungsseite des Portals Wirtschaft eingetragen. 
Du kannst helfen, indem du die dort genannten Mängel beseitigst oder dich an der Diskussion beteiligst.
Transformation (lateinisch trans, „über, hinweg“ und lateinisch formare, „bilden, gestalten“) ist in der Betriebswirtschaftslehre und Volkswirtschaftslehre ein Prozess der wesentlichen Zustandsänderung vom aktuellen Ist-Zustand zu einem angestrebten Ziel.

## Allgemeines
Die betriebliche Transformation ist ein Prozess einander bedingender sozialer und technischer Innovationen. Eine Transformation muss wesentliche Veränderungen zur Folge haben. Diese können neue Technologien, Produkt- oder Finanzinnovationen zum Inhalt haben. Betriebliche Veränderungen können durch Anpassungen an externe (etwa geänderte Marktdaten) oder interne Umwelteinflüsse (Technologietransfer) ausgelöst werden.

## Arten
Der wichtigste Transformationsprozess findet täglich in Unternehmen bei der Produktion statt. Hierbei werden Roh-, Hilfs-, Betriebs- und Werkstoffe im Produktionsprozess in Güter oder Dienstleistungen umgewandelt, die mehr oder weniger nicht mehr das Aussehen oder die Eigenschaften der verwendeten Produktionsfaktoren aufweisen. Der Produktionsprozess wird als auf das Unternehmensziel ausgerichteter Transformationsprozess verstanden. Der Produktionsprozess ist eine Transformation von Gütern, die Produktion ist das Ergebnis einer Transformation von Gütern. Bei Dienstleistungsunternehmen wirken als externer Produktionsfaktor der Kunde, Dritte oder die von ihnen eingebrachten Wirtschaftsobjekte am Produktionsprozess mit. Auch hier findet eine Transformation statt.
Nach der Wende musste in der DDR eine Transformation planwirtschaftlicher Unternehmen in marktwirtschaftliche erfolgen, denn dies war eingebunden in den gesamtwirtschaftlichen ostdeutschen Transformationsprozess. Die zu ändernden volkswirtschaftlichen Rahmenbedingungen gaben dabei die betrieblichen Änderungen vor.
Technischer Fortschritt, Schlüsseltechnologien (Robotik, Sensorik, Mikroelektronik) oder Automatisierung überwiegend manueller Tätigkeiten bis hin zum Roboter und künstlicher Intelligenz sind technologische Transformationen. Auch organisatorische Maßnahmen wie Just-in-time-Produktion, Änderung der Fertigungstiefe, neue Fertigungsverfahren, Verfahrenstechnik, Digitalisierung oder Mechanisierung sind betriebliche Transformationen.

## Volkswirtschaftliche Ebene
Die industrielle Revolution, die in der zweiten Hälfte des 18. Jahrhunderts ihren Ausgangspunkt in Großbritannien hatte und sich von hier in immer mehr Länder ausbreitete, ist ein Beispiel für die Transformation ganzer Volkswirtschaften. Unter der Industriellen Revolution versteht man im engeren Sinne die durch Erfindung der Dampfmaschine und anderer neuer Arbeitsmaschinen (z. B. Webstuhl „Spinning Jenny“) in Verbindung mit der Fabrikproduktion ausgelöste Periode der stürmischen Industrialisierung. Die Industrielle Revolution bezeichnet im weiteren Sinne den durch wissenschaftlichen Fortschritt und technische Entwicklung ausgelösten schnellen Wechsel der Produktionstechniken und die damit verbundenen Veränderungen in der Gesellschaft.
Ein wichtiger Einflussfaktor für die Entstehung der Industriellen Revolution war die Dampfmaschine, die zu Beginn des 19. Jahrhunderts auch in Deutschland die Industrielle Revolution vorantrieb und dafür sorgte, dass immer mehr Waren maschinell hergestellt werden konnten.
Die Industrielle Revolution lässt sich in vier Phasen unterteilen:

### Phasen der Industriellen Revolution

#### 1. Phase der Industriellen Revolution 1830–1871
Die Entwicklung der Dampfmaschine und ihr Einsatz in Fabriken im 18. Jahrhundert, trieb die Industrialisierung massiv voran. Durch die mechanischen Produktionsanlagen konnte eine größere Anzahl von Waren gefertigt werden.

#### 2. Phase der Industriellen Revolution 1871–1969
Der Startschuss für die 2. Phase der Industriellen Revolution war die Einführung der Elektrizität als Antriebskraft. Durch die elektrische Energie führte Henry Ford 1913 in der Autoproduktion die Fließbandfertigung ein, die zuerst bei Schlachthöfen eingesetzt wurde. Kennzeichen der Industrie 2.0 sind die Unterteilung der Produktion in einzelne, in sich abgeschlossene Arbeitsschritte. Die Produktion lief deutlich schneller ab, da jeder Arbeiter nur noch einen Handgriff erledigte, die Reihenfertigung wurde geboren. In dieser Zeit begann auch die Globalisierung, die es ermöglichte Autos, Rohstoffe, Kleidung und Lebensmittel erstmals über Kontinente hinweg zu transportieren. Die Luftfahrt, die zu dieser Zeit ihren Betrieb aufnahm, trieb diesen Prozess voran.

#### 3. Phase der Industriellen Revolution 1970 – Ende des 20. Jahrhunderts
Die 3. Phase der Industriellen Revolution ist die Phase der Rationalisierung und Automatisierung. Die ersten programmierbaren Steuerungen kamen damals auf den Markt. In dieser Phase wird die menschliche Arbeitskraft zunehmend durch Maschinen in der Reihenfertigung ersetzt.

#### 4. Phase der Industriellen Revolution heute
Der Beginn der 4. Phase der industriellen Revolution ist das Ende des 20. Jahrhunderts. Die bis heute anhaltende, zunehmende Digitalisierung ist ein Kennzeichen der Industrie 4.0. Roboter fertigen in modernen Fabriken Hand in Hand mit Mitarbeitern. Die Roboter sind untereinander und mit den Werkstücken vernetzt und tauschen so ständig Informationen über den Stand des Fertigungsprozesses aus, Kunden, Firmen, Fabriken, Maschinen und Produkte stehen in direktem Kontakt und können Informationen und Anforderungen austauschen. Enorme Auswirkungen hat die Industrie 4.0 auf die Produktions- und Arbeitswelt im globalen Zeitalter. IT und Fertigungstechniken verschmelzen in den Fabriken der Zukunft. Durch die digitale Vernetzung können Maschinen aufeinander abgestimmt, Zeit und Ressourcen eingespart und individuelle Wünsche auch in geringen Stückzahlen wirtschaftlich hergestellt werden.

### Branchenebene
Eine neue Technologie kann dann eine ganze Branche revolutionieren, wenn ein Geschäftsmodell mit den neu entstehenden Bedürfnissen verbunden wird. Ein Beispiel hierfür ist die MP3-Technologie, die sich erst zu dem Zeitpunkt durchsetzte, als Apple den iPod mit iTunes verband und so ein ganz neues Geschäftsmodell entwarf.
eBay, facebook oder Google sind weitere Beispiele dafür, dass neue Produkte bzw. Dienstleistungen erst in Kombination mit einem neuen Geschäftsmodell vertrieben werden können. Ein weiters Beispiel ist die Elektromobilität als wahrscheinlicher Motor für eine Transformation im Automobilwesen. Transformationspotenzial für eine ganze Branche kann laut einer Studie dann entstehen, wenn neue Technologien bzw. Innovationen mit einem neuen Geschäftsmodell in Verbindung gebracht werden. Dabei muss das neue Angebot mindestens drei der folgenden Merkmale erfüllen:
- Individualisierte und personalisierte Produkte und Dienstleistungen (z. B. iTunes, Apps auf dem Handy);
- Ein geschlossener Kreislauf als Ersatz für eine lineare Konsumfolge;
- Geteilte Vermögenswerte anstelle von teuren Investitionen (z. B. AirBnB, Uber);
- Nutzenbasierte Preise statt Kauf der Produkte;
- Ein kooperatives Ökosystem durch Zusammenarbeit mit Partnern;
- Eine agile Organisation ersetzt herkömmliche und hierarchische Entscheidungswege[13].

## Betriebliche Ebene
Unter einer Unternehmenstransformation versteht man die aufeinander abgestimmte Umgestaltung der genetischen Architektur eines Unternehmens. Diese kann gleichzeitig – wenn auch mit unterschiedlichen Geschwindigkeiten- in vier verschiedenen Dimensionen („Die vier R der Transformation“) erfolgen. Typischerweise muss ein Unternehmen während des Transformationsprozesses einen Großteil seiner Beziehungen zur Umwelt neu definieren. Daher stellt die Business Transformation eine entscheidende Wende in den Beziehungen des Unternehmens zu Einzelpersonen und zu seinem wirtschaftlichen und gesellschaftlichen Umfeld dar. Somit bezieht sich eine ganzheitliche Business Transformation auf die gesamte Organisation: das Hinterfragen aller Geschäfts- und Unternehmensprozesse, verbunden mit einer radikalen Umgestaltung. Dauerhafter unternehmerischer Erfolg ist nur durch ständige Veränderung möglich.
Die International Business Machines Corporation (IBM) ist ein Beispiel dafür, wie durch die Änderung des Geschäftsmodells eines Unternehmens über die Jahre ein stetiger Transformationsprozess in Gang gesetzt wurde. IBM konnte sich auf diesem Wege von einem überwiegend produzierenden Unternehmen hin zu einem Dienstleistungsgiganten entwickeln.

## Weitere Beispiele für Branchen- und Unternehmenstransformationen
- Transformation der Musikindustrie bzw. des Handels mit Musik;
- Transformation der Möbelhersteller vom umfassenden Service (Beratung, Lieferung, Aufbau) hin zur Selbstbedienung (Beispiel IKEA)[15];
- General Motors: Transformation und Umstrukturierung[16];
- Transformation bei Remington vom Schreibmaschinenhersteller zum Rasierer-Hersteller, als der Personal Computer die Schreibmaschine verdrängte;
- BBC’s Delivering Quality First Programm[17].

Marktführer können, wenn sie Umwälzungen ignorieren und sich allein auf ihre bisherigen Erfolge verlassen, auf einem Markt in der Bedeutungslosigkeit versinken, wie das Beispiel Nokia zeigt.
Ein Modell bzw. Hilfsmittel für die betriebliche Transformation ist der Enterprise Transformation Cycle.

## Enterprise Transformation Cycle
Der Enterprise Transformation Cycle betrachtet Abhängigkeiten, die bei einem Transformationsprozess im Unternehmen entstehen und minimiert die Prozesskomplexität durch die Differenzierung in Teilschritte. Er dient einer zielgerechten Transformationsplanung sowie deren Implementierung. Das Wort „Cycle“ deutet darauf hin, dass es sich hierbei um einen wiederkehrenden Zyklus handelt, der immer dann durchlaufen werden kann, wenn sich die Rahmenbedingungen des Unternehmens ändern. Dies kann zu einem permanenten Veränderungsprozess führen.

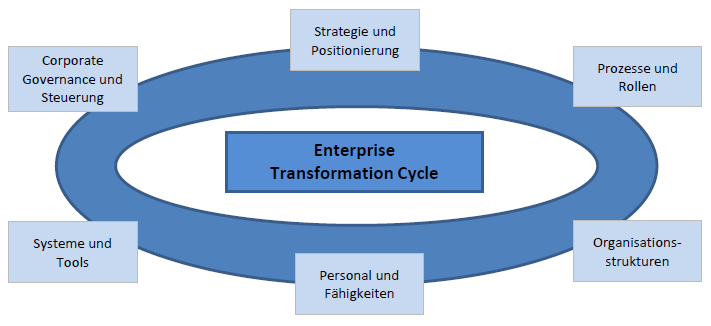
Aspekte des Enterprise Transformation Cycle

### Aspekte des Enterprise Transformation Cycles
Der Enterprise Transformation Cycle umfasst sechs Phasen, die für eine gelungene Transformationsdurchführung von Bedeutung sind. Hierbei wird jeder Bereich des Unternehmens einbezogen. Die einzelnen Phasen bauen aufeinander auf und werden zunehmend spezieller.

### Strategie und Positionierung
Das Ziel der ersten Phase ist es, die Unternehmens- und Geschäftsfeldstrategie zu durchdenken. Im nächsten Schritt gilt es, die strategische Positionierung zu definieren. Die Strategie und die Positionierung beschreiben somit die grundlegende Orientierung des Unternehmens. Hieraus erfolgt die Formulierung der Unternehmensziele und es ergibt sich der Geschäftsauftrag für die einzelnen Unternehmensebenen. Diese Phase des Enterprise Transformation Cycle bzw. deren Ergebnisse beeinflussen jeder der darauf folgenden Phasen direkt oder indirekt.

### Prozesse und Rollen
Nach der Definition von Strategie und Positionierung, sowie der daraus abgeleiteten Unternehmensziele, muss geklärt werden, wie diese Ziele erreicht werden können. Hierfür berücksichtigt die zweite Phase alle Abläufe und Prozesse der Wertschöpfungskette. Optimierte Prozesse sorgen dafür, dass Aufgaben planvoll durchgeführt werden und unterstützen somit das Unternehmen bei dessen Zielerreichung. Innerhalb der definierten Prozesse braucht es eine klare Zuordnung von Rollen und Verantwortlichkeiten. In den verschiedenen Unternehmensfunktionen sorgt die Zuweisung von Verantwortlichkeiten dafür, dass den Prozessen ordnungsgemäß nachgekommen wird.

### Organisationsstruktur
In dieser Phase werden, anhand der zuvor definierten Prozesse und Verantwortlichkeiten, die Organisationsstrukturen beziehungsweise die Aufbauorganisation des Unternehmens festgelegt. Hierbei werden die einzelnen Tätigkeiten der Mitarbeiter in einen Gesamtzusammenhang eingeordnet und verdeutlichen damit den Hierarchieaufbau und somit die Verantwortlichkeiten im Unternehmen. Bei der Festlegung von Aufbauorganisation und Organisationsstruktur ist die Effizienz in der Wertschöpfungskette das oberste Ziel. Die Gestaltung ist so zu wählen, dass die Wertschöpfung bezüglich der Strategie, des Geschäftsmodells und der Prozesse bestens gefördert wird.

### Personal und Fähigkeiten
Aufgrund der zuvor erstellten Organisationsstrukturen und der damit festgelegten Abteilungen und Stellen müssen nun die Kompetenzanforderungen für die einzustellenden Mitarbeiter formuliert werden. In dieser Phase geht es um die Verfassung geeigneter Stellenbeschreibungen und die Definition einer Personalstrategie unter Einbeziehung der Unternehmensstrategie. Die Fähigkeiten der Mitarbeiter müssen aufgrund sich ändernder Marktbedingungen ständig weiterentwickelt werden.

### Systeme und Tools
Wurden zuvor alle Phasen des Enterprise Transformation Cycle durchlaufen, so können im Folgenden die Anforderungen an unterstützende Systeme, Methoden und Tools festgelegt werden. Durch ausgewählte Systeme und Tools werden die vorherigen Phasen unterstützt. Dies verdeutlicht, dass sich bestehende Prozesse und Strukturen nicht an die neu eingeführten technischen Begebenheiten anpassen, sondern umgekehrt.

### Corporate Governance und Steuerung
In der letzten Phase geht es um die Achtung rechtlicher und ethischer Vorgaben, Regeln und Rahmenbedingungen, sowie das Auftreten gegenüber der Unternehmensumwelt. Bevor es zu der Bearbeitung dieser Phase kommt, müssen alle anderen Phasen bereits durchlaufen worden sein. Da die Kaufentscheidung von Kunden heutzutage häufig von dem Thema Nachhaltigkeit beeinflusst wird, sollte das Unternehmen neben einem Corporate Governance Konzept auch ein Social Responsibility Konzept erstellen. Das Ziel solcher Konzepte ist das frühzeitige Erkennen von Risiken und das rasche Reagieren auf sich verändernde Marktbedingungen. Der Vergleich von qualitativen und quantitativen Soll- und Ist-Kennzahlen ermöglicht es, den Erfolg zu messen, sowie das Unternehmen zu überwachen und zu steuern.

## Chancen und Risiken von Transformationen
Transformationsprozesse bieten Branchen und Unternehmen eine Reihe von Chancen.

### Chancen
Für ein Unternehmen kann eine gelungene Transformation wichtig sein, um die erfolgreiche Geschäftstätigkeit des Unternehmens zu sichern. Dabei werden Transformationen ausgelöst durch Veränderungen im externen Umfeld. Beispiele hierfür sind: technische Entwicklungen, (z. B. die Erfindung des Computers oder Internets) und politische bzw. gesellschaftliche Änderungen (Kampf gegen die Klimaerwärmung). Aufgrund dieser Veränderungen kann es passieren, dass das Geschäftsmodell oder Teile davon für das Unternehmen nicht mehr rentabel sind, oder die Konkurrenz beträchtliche Wettbewerbsvorteile aufweist.
Chancen, die sich durch die Transformation für ein Unternehmen eröffnen, sind:
- die Förderung von Innovationen, die von innen heraus die Wettbewerbsposition eines Unternehmens stärken und Vorteile gegenüber den Wettbewerbern aufbauen
- Festigung und Ausbau von Kundenbeziehungen durch umfassende Fähigkeiten.

Dadurch kann sich ein Unternehmen zukunftsfähig und rentabel in ertragsreichen Märkten positionieren.

### Risiken
Durch eine Reihe von Abhängigkeiten, die bei einem Transformationsprozess im Unternehmen entstehen und berücksichtigt werden müssen (siehe Enterprise Transformation Cycle ETC) birgt der Prozess einige Risiken.
Folgen sind der Abbruch von Kundenbeziehungen, Verlust der Marktposition, Verlust von Mitarbeitern, Kostensteigerung, Umsatzeinbruch und vieles mehr. Die Geschäftstätigkeit kann jedoch auch ohne Transformation auf Dauer ebenso von den genannten Ereignissen eingeholt werden.
Die zwei folgenden Faktoren haben Einfluss auf das Gelingen der Transformation: die Mitarbeiter und die Wahl des Zeitpunktes der Transformation.
Der Zeitpunkt spielt deshalb eine Rolle, da in vielen Fällen nur reagiert, statt agiert wird. Ein einschneidendes Ereignis wie z. B. der Einbruch des Umsatzes, der Verlust von Know-how liegt häufig schon vor dem Einsetzen des Transformationsprozesses vor, wodurch das Unternehmen zum Handeln und Überdenken der Geschäftssituation gezwungen wird. Die dadurch erzwungenen und übereilten Transformationsvorhaben sind meist unvollständig geplant, wodurch häufiger Komplikationen und Fehlentscheidungen auftreten. Unternehmen sind komplexe soziale Gebilde, in denen viele Personen zusammentreffen. Dadurch treffen unterschiedliche Vorstellungen, Meinungen und Interessen der Parteien aufeinander und können zu Konflikten führen, die die Ziele der Transformation als auch den Prozess an sich behindern.